# Walk on water (Carla Bogaards)
Walk on water is een kunstproject in Amsterdam-Centrum.
Het artistiek kunstwerk vloeide voort uit een project Amsterdam krijgt haar dichters terug (2006) van gemeente Amsterdam. Daartoe werd een deel van het gedicht Walk on water uit de bundel God bewogen van Carla Bogaards door een steenhouwer woord voor woord in granieten (volgens Kunstwacht) of marmeren (volgens Carla Bogaards) plaatjes gegraveerd. De letters werden voorzien van een lichtgevende oranje verf, waardoor ze duidelijk leesbaar werden. De plaatjes werden hufterproof verzonken in een grofkorrelige structuur aangebracht op een bakstenen kademuur. Die kademuur maakt deel uit van Hollandse Tuin; de westelijke kade van het Westerdok. Bogaards woont en werkt in die buurt.  

De tekst luidt:
Er was eens een man zijn hart beklemd door twee handen van droefheid. Hij keek uit over het dok volgestouwd met schepen zoals zijn hart een haven vol treurnis was.
De dichter lichtte toe, dat de tekst van het gedicht geïnspireerd is op het gelijknamige korte werk van Peter Jan Wagemans.

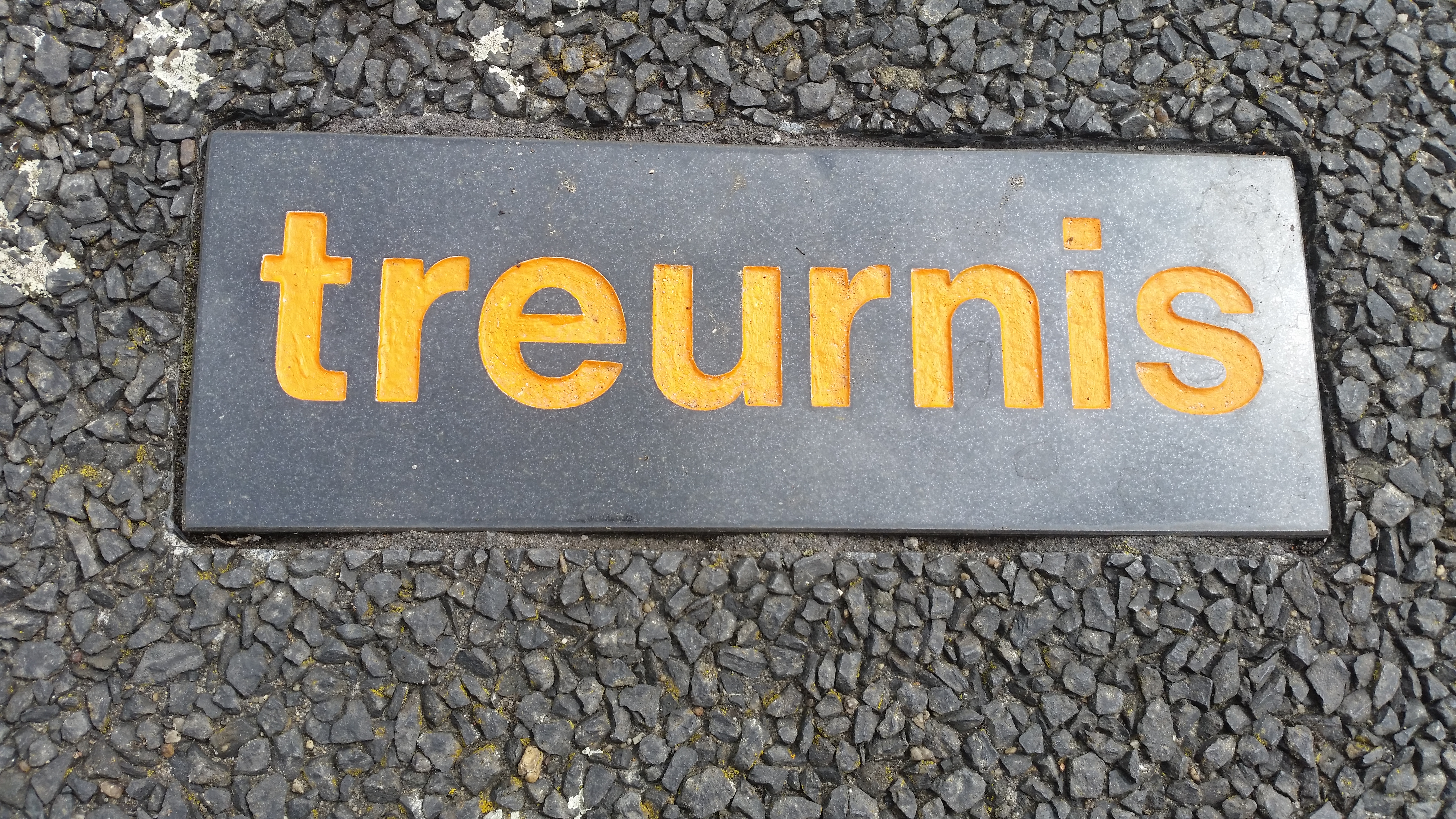
Treurnis (augustus 2020)